# Coloburiscus
Coloburiscus is een geslacht van haften (Ephemeroptera) uit de familie Coloburiscidae.

## Soorten
Het geslacht Coloburiscus omvat de volgende soorten:
- Coloburiscus humeralis
- Coloburiscus remota
- Coloburiscus tonnoiri